# Nílton Bastos
Nílton Bastos, né le 12 juillet 1899 à Rio de Janeiro et mort le 8 septembre 1931 dans la même ville, est un compositeur et pianiste brésilien. Il est l'un des principaux responsables de la stylisation de la samba (jusqu'alors souvent confondue avec la maxixe ) dans les années 1930.

## Biographie
Nílton Bastos naît le 12 juillet 1899 à Rio de Janeiro.
Il est le fils d'un marchand portugais et d'une couturière. Il grandit dans le quartier de São Cristóvão. 
Sans avoir terminé l'école primaire ni étudié la musique, il joue du piano à l'oreille et fréquente les cercles de samba.
Il travaille comme tourneur à l'Arsenal de guerre.
Dès son plus jeune âge, il fréquente les cercles de samba et les clubs de carnaval, comme Ameno Resedá et Flor de Abacate. Dans les années 1920, il est un habitué des bastions de la samba du quartier Estácio, comme le Bar-Café Apolo, en compagnie de Bide, Brancura, Mano Rubem, Baiaco et Ismael Silva, avec qui il commence à composer.
En 1929, il fait enregistrer sa première composition, la samba O Destino Deus É Quem Dá, par Mário Reis sur un album d'Odeon, l'un des dix plus grands succès de l'année. À cette époque, Francisco Alves dit à Ismael Silva qu'il veut enregistrer ses chansons, à condition que son nom apparaisse au générique en tant que coauteur. Ismael exige alors que le nom de Nílton Bastos, son partenaire habituel, y figure également. Cela conduit à une controverse sur la véritable paternité de diverses sambas signées par les trois, y compris le "tournant" Se Você Jurar, un grand succès au carnaval de 1931, publié par Francisco Alves et Mário Reis par Odeon.
Nílton Bastos meurt la même année, à l'âge de 32 ans, des suites de la tuberculose. À l'époque, il faisait partie du groupe Bambas do Estácio', qui accompagnait Francisco Alves dans ses enregistrements. En son honneur, Ismael Silva, avec Francisco Alves et Noel Rosa, composèrent la samba Adeus, enregistrée par Castro Barbosa & Jonjoca sur le disque Victor, en 1932.